# Agynetiphantes gibbiferus
Agynetiphantes gibbiferus Wunderlich, 2004 è un ragno fossile appartenente alla famiglia Linyphiidae.
È l'unica specie nota del genere Agynetiphantes.

## Caratteristiche
Gli esemplari finora raccolti risalgono tutti al Paleogene.

## Distribuzione
L'unica specie oggi nota di questo genere è stata rinvenuta in alcune ambre baltiche.

## Tassonomia
Dal 2004 non sono stati esaminati altri esemplari, né sono state descritte sottospecie al 2012.